# 杜黎明
杜黎明（1955年3月—），山东邹平人，汉族，中华人民共和国政治人物，曾任中国农工民主党中央委员会常委、重庆市委主委，重庆市人大常委会副主任，第十二届全国人民代表大会重庆地区代表。毕业于中共中央党校、重庆大学经济管理工商管理专业。

## 生平
杜黎明1980年12月参加工作。1987年3月加入中国农工民主党。2008年，当选第十一届全国政协委员，代表社会科学界，分入第三十三组。2013年1月，当选为重庆市人大常委会副主任。2018年2月24日，当选为第十三届全国人大代表。2022年1月，辞去市人大常委会副主任职务。